# Немішаївська селищна рада
Неміша́ївська се́лищна ра́да — адміністративно-територіальна одиниця та орган місцевого самоврядування в Бородянському районі Київської області. Адміністративний центр — селище міського типу Немішаєве.

## Загальні відомості
- Територія ради: 58,65 км²
- Населення ради: 7401 особа (станом на 2015 рік)[1]
- Територією ради протікає річка Топірець

## Населені пункти
Селищній раді підпорядковані населені пункти:
- смт Немішаєве

## Склад ради
Рада складається з 30 депутатів та голови.
- Голова ради: Авраменко Галина Федорівна
- Секретар ради: Хоменко Олена Костянтинівна

### Керівний склад попередніх скликань
| Прізвище, ім'я, по батькові | Основні відомості                                                        | Дата обрання | Дата звільнення |
| --------------------------- | ------------------------------------------------------------------------ | ------------ | --------------- |
| Авраменко Галина Федорівна  | Селищний голова, 1955 року народження, освіта вища, позапартійна         | 26.03.2006   | 31.10.2010      |
| Авраменко Галина Федорівна  | Селищний голова, 1955 року народження, освіта вища, член Партії регіонів | 31.10.2010   |                 |

Примітка: таблиця складена за даними сайту Верховної Ради України

### Депутати
За результатами місцевих виборів 2010 року депутатами ради стали:

#### За суб'єктами висування
| Суб'єкт висування                 | Кількість обраних депутатів | %    |
| --------------------------------- | --------------------------- | ---- |
| Самовисування                     | 16                          | 53,3 |
| Партія регіонів                   | 10                          | 33,3 |
| Комуністична партія України       | 2                           | 6,7  |
| Єдиний Центр                      | 1                           | 3,3  |
| Політична партія «Сильна Україна» | 1                           | 3,3  |

#### За округами
| № округу                          | Прізвище, ім'я, по батькові     | Дата визнання обраним | Освіта             | Партійна приналежність | Відомості про обраного депутата                              |
| --------------------------------- | ------------------------------- | --------------------- | ------------------ | ---------------------- | ------------------------------------------------------------ |
| Єдиний Центр                      |                                 |                       |                    |                        |                                                              |
| 5                                 | Ільницька Олена Володимирівна   | 02.11.2010            | вища               | член Єдиного Центру    | Бородянська райдержадміністрація, відділ культури та туризму |
| Комуністична партія України       |                                 |                       |                    |                        |                                                              |
| 2                                 | Савчук Сергій Юрійович          | 02.11.2010            | вища               | позапартійний          | Немішаевський Агроколедж, провідний спеціаліст               |
| 17                                | Виборна Алла Іванівна           | 02.11.2010            | вища               | позапартійна           | Немішаєвський аграрний коледж, провідний спеціаліст          |
| Партія регіонів                   |                                 |                       |                    |                        |                                                              |
| 1                                 | Андрієнко Надія Володимирівна   | 02.11.2010            | середня спеціальна | позапартійна           | КОПНЛ № 2                                                    |
| 7                                 | Шевченко Наталія Олександрівна  | 02.11.2010            | вища               | позапартійна           | Бородянська селищна рада                                     |
| 10                                | Саух Надія Миколаївна           | 02.11.2010            | вища               | позапартійна           | Немішаєвська загальноосвітня школа № 1, вчитель              |
| 14                                | Іванюк Андрій Валерійович       | 02.11.2010            | середня спеціальна | член Партії регіонів   | ЗАТ «Інком»                                                  |
| 15                                | Перевозник Тамара Петрівна      | 02.11.2010            | вища               | позапартійна           | Ірпінська загальноосвітня школа № 5, вчитель                 |
| 20                                | Рибачок Валентина Олександрівна | 02.11.2010            | вища               | позапартійна           | ПП Хорвест                                                   |
| 21                                | Хоменко Олена Костянтинівна     | 02.11.2010            | вища               | позапартійна           | Немішаєвська селищна рада                                    |
| 22                                | Вороненко Олександр Олексійович | 02.11.2010            | середня спеціальна | позапартійний          | пенсіонер                                                    |
| 24                                | Конопліцька Наталія Григорівна  | 02.11.2010            | середня спеціальна | член Партії регіонів   | Магазин «Крамниця», продавець                                |
| 25                                | Самойленко Валентина Михайлівна | 02.11.2010            | середня спеціальна | позапартійна           | приватний підприємець                                        |
| Політична партія «Сильна Україна» |                                 |                       |                    |                        |                                                              |
| 9                                 | Липка Дмитро Володимирович      | 02.11.2010            | вища               | позапартійний          | тимчасово не працює                                          |
| Самовисування                     |                                 |                       |                    |                        |                                                              |
| 3                                 | Ткаченко Віктор Юрійович        | 02.11.2010            | вища               | позапартійний          | Немішаевський Агроколедж, ведучий спеціаліст                 |
| 4                                 | Швець Василь Олександрович      | 02.11.2010            | вища               | позапартійний          | НПУ ім. Драгоманова, викладач                                |
| 6                                 | Перехрестенко Людмила Ігорівна  | 02.11.2010            | вища               | позапартійна           | Будинок дитини м. Ворзель                                    |
| 8                                 | Власюк Володимир Вікторович     | 02.11.2010            | середня спеціальна | позапартійний          | приватний підприємець                                        |
| 11                                | Примаченко Оксана Миколаївна    | 02.11.2010            | середня            | позапартійна           | ОЖКБ «Прогрес»                                               |
| 12                                | Шевченко Андрій Миколайович     | 02.11.2010            | вища               | позапартійний          | ВАТ «Укркарт»                                                |
| 13                                | Богуш Микола Петрович           | 02.11.2010            | вища               | позапартійний          | пенсіонер                                                    |
| 16                                | Литвиненко Олександр Андрійович | 02.11.2010            | вища               | член Партії регіонів   | НДУ, помічник консультант                                    |
| 18                                | Щербина Сергій Олександрович    | 02.11.2010            | вища               | позапартійний          | ТОВ «Віалді С», менеджер                                     |
| 19                                | Демкович Ярослав Богданович     | 02.11.2010            | вища               | позапартійний          | Інститут картоплярства УААН, спеціаліст                      |
| 23                                | Довгопол Людмила Андріївна      | 02.11.2010            | середня спеціальна | позапартійна           | ТОВ «Аптекар», фармацевт                                     |
| 26                                | Буренко Олеся Петрівна          | 02.11.2010            | вища               | позапартійна           | Київська загальноосвітня школа № 40, вчитель                 |
| 27                                | Чопань Ярослав Васильович       | 02.11.2010            | вища               | позапартійний          | Храм Різдва Присвятої Богородиці, настоятель                 |
| 28                                | Деняк Ігор Олександрович        | 02.11.2010            | середня спеціальна | позапартійний          | тимчасово не працює                                          |
| 29                                | Купріянова Ніна Петрівна        | 02.11.2010            | середня спеціальна | позапартійна           | Немішаєвська загальноосвітня школа № 2, вчитель              |
| 30                                | Ляхевич Тетяна Олександрівна    | 02.11.2010            | вища               | позапартійна           | ЖКП Немішаєве, спеціаліст                                    |